# Hemithyrsocera histrio
Hemithyrsocera histrio är en kackerlacksart som först beskrevs av Hermann Burmeister 1838.  Hemithyrsocera histrio ingår i släktet Hemithyrsocera och familjen småkackerlackor. Inga underarter finns listade i Catalogue of Life.